# UEFA Europa Conference League 2021-2022 (fase a gironi)
La fase a gironi della UEFA Europa Conference League 2021-2022 si è disputata tra il 14 settembre e il 9 dicembre 2021. Hanno partecipato a questa fase della competizione 32 club: 16 di essi si sono qualificati alla successiva fase a eliminazione diretta, che condurrà alla finale di Tirana del 25 maggio 2022.

## Date
| Fase          | Sorteggio                                 | Turno            | Data                 |
| ------------- | ----------------------------------------- | ---------------- | -------------------- |
| Fase a gironi | 27 agosto 2021, ore 13:30 CEST (Istanbul) | Prima giornata   | 14-16 settembre 2021 |
| Fase a gironi | 27 agosto 2021, ore 13:30 CEST (Istanbul) | Seconda giornata | 30 settembre 2021    |
| Fase a gironi | 27 agosto 2021, ore 13:30 CEST (Istanbul) | Terza giornata   | 21 ottobre 2021      |
| Fase a gironi | 27 agosto 2021, ore 13:30 CEST (Istanbul) | Quarta giornata  | 4 novembre 2021      |
| Fase a gironi | 27 agosto 2021, ore 13:30 CEST (Istanbul) | Quinta giornata  | 25 novembre 2021     |
| Fase a gironi | 27 agosto 2021, ore 13:30 CEST (Istanbul) | Sesta giornata   | 9 dicembre 2021      |

## Squadre
| Legenda                                                                      |
| ---------------------------------------------------------------------------- |
| Primi classificati (agli ottavi di finale della fase a eliminazione diretta) |
| Secondi classificati (agli spareggi della fase a eliminazione diretta)       |
| Terzi e quarti classificati (eliminati)                                      |

| Squadre      | Coeff  |
| Urna 1       | Urna 1 |
| ------------ | ------ |
| Roma         | 90.000 |
| Tottenham    | 88.000 |
| Basilea      | 49.000 |
| Slavia Praga | 43.500 |
| Copenaghen   | 43.500 |
| Gent         | 26.500 |
| AZ Alkmaar   | 21.500 |
| LASK         | 21.000 |

| Squadre          | Coeff  |
| Urna 2           | Urna 2 |
| ---------------- | ------ |
| Feyenoord        | 21.000 |
| Qarabağ          | 21.000 |
| Maccabi Tel Aviv | 20.500 |
| PAOK             | 20.000 |
| Rennes           | 19.000 |
| Partizan         | 18.000 |
| CFR Cluj         | 16.500 |
| Zorja            | 15.000 |

| Squadre           | Coeff  |
| Urna 3            | Urna 3 |
| ----------------- | ------ |
| Union Berlino     | 14.714 |
| CSKA Sofia        | 8.000  |
| Vitesse           | 7.840  |
| Slovan Bratislava | 7.500  |
| Jablonec          | 7.000  |
| Alaškert          | 6.500  |
| Flora Tallinn     | 6.250  |
| Qairat            | 6.000  |

| Squadre          | Coeff  |
| Urna 4           | Urna 4 |
| ---------------- | ------ |
| Lincoln Red Imps | 5.750  |
| Randers          | 5.575  |
| Omonia           | 5.550  |
| Anorthōsis       | 5.550  |
| HJK              | 5.500  |
| Maccabi Haifa    | 4.875  |
| Bodø/Glimt       | 4.200  |
| NŠ Mura          | 3.000  |

## Sorteggio
| Gruppo | 1ª fascia    | 2ª fascia        | 3ª fascia         | 4ª fascia        |
| ------ | ------------ | ---------------- | ----------------- | ---------------- |
| A      | LASK         | Maccabi Tel Aviv | Alaškert          | HJK              |
| B      | Gent         | Partizan         | Flora Tallinn     | Anorthōsis       |
| C      | Roma         | Zorja            | CSKA Sofia        | Bodø/Glimt       |
| D      | AZ Alkmaar   | CFR Cluj         | Jablonec          | Randers          |
| E      | Slavia Praga | Feyenoord        | Union Berlino     | Maccabi Haifa    |
| F      | Copenaghen   | PAOK             | Slovan Bratislava | Lincoln Red Imps |
| G      | Tottenham    | Rennes           | Vitesse           | NŠ Mura          |
| H      | Basilea      | Qarabağ          | Qairat            | Omonia           |

## Risultati

### Gruppo A
| Squadra          | Pt | G | V | N | P | GF | GS | DG  |
| ---------------- | -- | - | - | - | - | -- | -- | --- |
| LASK             | 16 | 6 | 5 | 1 | 0 | 12 | 1  | +11 |
| Maccabi Tel Aviv | 11 | 6 | 3 | 2 | 1 | 14 | 4  | +10 |
| HJK              | 6  | 6 | 2 | 0 | 4 | 5  | 15 | -10 |
| Alaškert         | 1  | 6 | 0 | 1 | 5 | 4  | 15 | -11 |

| Arbitro: | Espen Eskås |

|                                                         |           |            |
| Perica 13’ Kanichowsky 32’ Biton 45+3’ (rig.) Hozez 72’ | Marcatori | 17’ Embaló |

| Arbitro: | Kirill Levnikov |

|  |           |                           |
|  | Marcatori | 17’ Maresic 89’ Monschein |

| Arbitro: | Mykola Balakin |

|             |           |            |
| Horvath 10’ | Marcatori | 88’ Shamir |

| Arbitro: | Horațiu Feșnic |

|                         |           |                                                        |
| Embaló 24’ Glišić 90+3’ | Marcatori | 8’ Ri. Riski 57’ Valenčič 63’ Ro. Riski 90+4’ Olusanya |

| Arbitro: | Pavel Orel |

|  |           |                                                                        |
|  | Marcatori | 28’, 60’ Kanichowsky 49’ (rig.) Perica 87’ (rig.) Saborit 90+4’ Shamir |

| Arbitro: | Jens Maae |

|  |           |                                      |
|  | Marcatori | 35’ Hong 68’ Goiginger 90+2’ Michorl |

| Arbitro: | Mohammed Al-Hakim |

|                   |           |  |
| Nakamura 12’, 87’ | Marcatori |  |

| Arbitro: | Rade Obrenovič |

|                                          |           |  |
| Kuwas 22’ Lingman 65’ (aut.) Hozez 90+3’ | Marcatori |  |

| Arbitro: | Bram Van Driessche |

|            |           |  |
| Tanaka 48’ | Marcatori |  |

| Arbitro: | Jérôme Brisard |

|  |           |             |
|  | Marcatori | 89’ Horvath |

| Arbitro: | Gergo Bogár |

|              |           |           |
| Boljević 78’ | Marcatori | 90’ Almog |

| Arbitro: | Igor Pajač |

|                                   |           |  |
| Balić 41’ Nakamura 63’ Gruber 81’ | Marcatori |  |

### Gruppo B
| Squadra       | Pt | G | V | N | P | GF | GS | DG |
| ------------- | -- | - | - | - | - | -- | -- | -- |
| Gent          | 13 | 6 | 4 | 1 | 1 | 6  | 2  | +4 |
| Partizan      | 8  | 6 | 2 | 2 | 2 | 6  | 4  | +2 |
| Anorthōsis    | 6  | 6 | 1 | 3 | 2 | 6  | 9  | -3 |
| Flora Tallinn | 5  | 6 | 1 | 2 | 3 | 5  | 8  | -3 |

| Arbitro: | Trustin Farrugia Cann |

|  |           |             |
|  | Marcatori | 54’ Lemajić |

| Arbitro: | Peter Kjærsgaard-Andersen |

|  |           |                     |
|  | Marcatori | 42’ Menig 68’ Gomes |

| Arbitro: | Filip Glova |

|                            |           |  |
| Correa 28’ (aut.) Kums 81’ | Marcatori |  |

| Arbitro: | Julian Weinberger |

|                   |           |  |
| Marković 20’, 42’ | Marcatori |  |

| Arbitro: | István Vad |

|                         |           |                   |
| Deletić 25’ Popović 28’ | Marcatori | 38’, 80’ Sappinen |

| Arbitro: | Bobby Madden |

|  |           |          |
|  | Marcatori | 59’ Kums |

| Arbitro: | Kári á Høvdanum |

|                         |           |                           |
| Sappinen 55’ Zenjov 58’ | Marcatori | 29’ Christofi 33’ Popović |

| Arbitro: | Chris Kavanagh |

|                |           |              |
| Tissoudali 80’ | Marcatori | 66’ Urošević |

| Arbitro: | Rob Harvey |

|            |           |  |
| Miller 44’ | Marcatori |  |

| Arbitro: | Urs Schnyder |

|                        |           |  |
| Christodoulopoulos 27’ | Marcatori |  |

| Arbitro: | Giorgi Kruashvili |

|                 |           |                               |
| Milovanović 20’ | Marcatori | 33’ (rig.) Christodoulopoulos |

| Arbitro: | Kaspar Sjöberg |

|           |           |  |
| Bruno 51’ | Marcatori |  |

### Gruppo C
| Squadra    | Pt | G | V | N | P | GF | GS | DG  |
| ---------- | -- | - | - | - | - | -- | -- | --- |
| Roma       | 13 | 6 | 4 | 1 | 1 | 18 | 11 | +7  |
| Bodø/Glimt | 12 | 6 | 3 | 3 | 0 | 14 | 5  | +9  |
| Zorja      | 7  | 6 | 2 | 1 | 3 | 5  | 11 | -6  |
| CSKA Sofia | 1  | 6 | 0 | 1 | 5 | 3  | 13 | -10 |

| Arbitro: | Glenn Nyberg |

|                                                             |           |           |
| Pellegrini 25’, 62’ El Shaarawy 38’ Mancini 82’ Abraham 84’ | Marcatori | 10’ Carey |

| Arbitro: | Dennis Higler |

|                                          |           |              |
| Saltnes 48’ Solbakken 49’ Pellegrino 60’ | Marcatori | 90+1’ Hromov |

| Arbitro: | Luis Godinho |

|  |           |                                         |
|  | Marcatori | 7’ El Shaarawy 66’ Smalling 68’ Abraham |

| Sofia 30 settembre 2021, ore 18:45 CEST 2ª giornata | CSKA Sofia            | 0 – 0 referto | Bodø/Glimt | Stadio nazionale Vasil Levski (7 291 spett.)\| Arbitro: \| Aleksandrs Anufrijevs \| |
| Arbitro:                                            | Aleksandrs Anufrijevs |               |            |                                                                                     |

| Arbitro: | Ali Palabıyık |

|                                                            |           |           |
| Botheim 8’, 52’ Berg 20’ Solbakken 71’, 80’ Pellegrino 78’ | Marcatori | 28’ Pérez |

| Arbitro: | Manuel Schüttengruber |

|  |           |                  |
|  | Marcatori | 65’ Sayyadmanesh |

| Arbitro: | Petri Viljanen |

|                               |           |  |
| Zahedi 87’ Sayyadmanesh 90+5’ | Marcatori |  |

| Arbitro: | Anastasios Papapetrou |

|                            |           |                             |
| El Shaarawy 54’ Ibañez 84’ | Marcatori | 45+1’ Solbakken 65’ Botheim |

| Arbitro: | Yigal Frid |

|                              |           |  |
| Brunstad Fet 25’ Botheim 85’ | Marcatori |  |

| Arbitro: | István Kovács |

|                                        |           |  |
| Pérez 15’ Zaniolo 33’ Abraham 46’, 75’ | Marcatori |  |

| Arbitro: | Krzysztof Jakubik |

|              |           |                     |
| Nazaryna 18’ | Marcatori | 68’ (aut.) Vernydub |

| Arbitro: | Nicholas Walsh |

|                               |           |                              |
| Čataković 75’ Wildschut 90+3’ | Marcatori | 15’, 53’ Abraham 34’ Mayoral |

### Gruppo D
| Squadra    | Pt | G | V | N | P | GF | GS | DG |
| ---------- | -- | - | - | - | - | -- | -- | -- |
| AZ Alkmaar | 14 | 6 | 4 | 2 | 0 | 8  | 3  | +5 |
| Randers    | 7  | 6 | 1 | 4 | 1 | 9  | 9  | 0  |
| Jablonec   | 6  | 6 | 1 | 3 | 2 | 6  | 8  | -2 |
| CFR Cluj   | 4  | 6 | 1 | 1 | 4 | 4  | 7  | -3 |

| Arbitro: | Enea Jorgji |

|                  |           |  |
| Pilař 51’ (rig.) | Marcatori |  |

| Arbitro: | Duje Strukan |

|                          |           |                         |
| Piesinger 27’ Jensen 68’ | Marcatori | 24’ Clasie 34’ Paulidīs |

| Arbitro: | Rade Obrenovič |

|                 |           |  |
| Guðmundsson 53’ | Marcatori |  |

| Arbitro: | Davide Massa |

|             |           |            |
| Petrila 68’ | Marcatori | 41’ Kamara |

| Arbitro: | Əliyar Ağayev |

|                   |           |                      |
| Čvančara 35’, 53’ | Marcatori | 36’, 90’ (rig.) Odey |

| Arbitro: | Halis Özkahya |

|  |           |              |
|  | Marcatori | 18’ Karlsson |

| Arbitro: | Alain Durieux |

|                             |           |  |
| Guðmundsson 5’ Pavlidis 86’ | Marcatori |  |

| Arbitro: | Orel Grinfeld |

|                                 |           |                             |
| Mistrati 46’ Kubista 53’ (aut.) | Marcatori | 73’ Čvančara 83’ Kratochvíl |

| Arbitro: | Manuel Schüttengruber |

|               |           |           |
| Kratochvíl 7’ | Marcatori | 44’ Evjen |

| Arbitro: | Donald Robertson |

|                          |           |          |
| Kamara 68’ Piesinger 76’ | Marcatori | 72’ Deac |

| Arbitro: | Trustin Farrugia Cann |

|             |           |  |
| Oosting 87’ | Marcatori |  |

| Arbitro: | Harm Osmers |

|                   |           |  |
| Debeljuh 45’, 82’ | Marcatori |  |

### Gruppo E
| Squadra       | Pt | G | V | N | P | GF | GS | DG |
| ------------- | -- | - | - | - | - | -- | -- | -- |
| Feyenoord     | 14 | 6 | 4 | 2 | 0 | 11 | 6  | +5 |
| Slavia Praga  | 8  | 6 | 2 | 2 | 2 | 8  | 7  | +1 |
| Union Berlino | 7  | 6 | 2 | 1 | 3 | 8  | 9  | -1 |
| Maccabi Haifa | 4  | 6 | 1 | 1 | 4 | 2  | 7  | -5 |

| Haifa 14 settembre 2021, ore 16:30 CEST 1ª giornata | Maccabi Haifa | 0 – 0 referto | Feyenoord | Stadio Sammy Ofer (15 850 spett.)\| Arbitro: \| Fabio Maresca \| |
| Arbitro:                                            | Fabio Maresca |               |           |                                                                  |

| Arbitro: | Fábio Veríssimo |

|                                |           |             |
| Bah 18’ Kuchta 84’ Schranz 88’ | Marcatori | 70’ Behrens |

| Arbitro: | Radu Petrescu |

|                       |           |           |
| Kökçü 14’ Linssen 24’ | Marcatori | 63’ Holeš |

| Arbitro: | Nick Walsh |

|                                        |           |  |
| Voglsammer 33’ Behrens 48’ Awoniyi 76’ | Marcatori |  |

| Arbitro: | Ádám Farkas |

|            |           |  |
| Donyoh 24’ | Marcatori |  |

| Arbitro: | Giorgi Kruashvili |

|                                            |           |             |
| Jahanbakhsh 11’ Linssen 29’ Sinisterra 76’ | Marcatori | 35’ Awoniyi |

| Arbitro: | Kai Erik Steen |

|            |           |  |
| Kuchta 49’ | Marcatori |  |

| Arbitro: | Daniel Stefański |

|             |           |                            |
| Trimmel 41’ | Marcatori | 15’ Sinisterra 72’ Dessers |

| Arbitro: | Michal Ocenáš |

|  |           |             |
|  | Marcatori | 66’ Ryerson |

| Arbitro: | Mattias Gestranius |

|                         |           |                    |
| Olayinka 12’ Kuchta 66’ | Marcatori | 31’, 90+3’ Dessers |

| Arbitro: | Mykola Balakin |

|                        |           |             |
| Dessers 38’ Nelson 65’ | Marcatori | 90+1’ David |

| Arbitro: | Rade Obrenovič |

|           |           |             |
| Kruse 64’ | Marcatori | 50’ Schranz |

### Gruppo F
| Squadra           | Pt | G | V | N | P | GF | GS | DG  |
| ----------------- | -- | - | - | - | - | -- | -- | --- |
| Copenaghen        | 15 | 6 | 5 | 0 | 1 | 15 | 5  | +10 |
| PAOK              | 11 | 6 | 3 | 2 | 1 | 8  | 4  | +4  |
| Slovan Bratislava | 8  | 6 | 2 | 2 | 2 | 8  | 7  | +1  |
| Lincoln Red Imps  | 0  | 6 | 0 | 0 | 6 | 2  | 17 | -15 |

| Arbitro: | Michael Fabbri |

|           |           |                                |
| Henty 21’ | Marcatori | 18’, 68’ (rig.) Wind 41’ Stage |

| Arbitro: | Rob Harvey |

|  |           |                         |
|  | Marcatori | 45+2’ Akpom 56’ Mitriță |

| Arbitro: | Kateryna Monzul' |

|                                                 |           |          |
| Chipolina 4’ (aut.) Wind 45+2’ (rig.) Stage 52’ | Marcatori | 33’ Rosa |

| Arbitro: | João Pinheiro |

|          |           |           |
| Akpom 9’ | Marcatori | 15’ Green |

| Arbitro: | Erik Lambrechts |

|          |           |                          |
| Biel 80’ | Marcatori | 19’ Sidcley 38’ Živković |

| Arbitro: | Vilhjálmur Alvar Þórarinsson |

|                     |           |  |
| Green 46’ Henty 84’ | Marcatori |  |

| Arbitro: | Kristoffer Karlsson |

|                 |           |                                   |
| Chipolina 45+3’ | Marcatori | 17’, 25’ Green 67’Čavrić 71’ Mráz |

| Arbitro: | Paweł Raczkowski |

|             |           |                       |
| Živković 8’ | Marcatori | 34’ Ankersen 50’ Biel |

| Bratislava 25 novembre 2021, ore 18:45 CET 5ª giornata | Slovan Bratislava | 0 – 0 referto | PAOK | Tehelné pole (200 spett.)\| Arbitro: \| Dennis Higler \| |
| Arbitro:                                               | Dennis Higler     |               |      |                                                          |

| Arbitro: | Helgi Mikael Jónasson |

|  |           |                                                  |
|  | Marcatori | 5’ Jóhannesson 7’ Lerager 63’ Bøving 73’ Højlund |

| Arbitro: | Rohit Saggi |

|                            |           |  |
| A. Živković 17’ Schwab 55’ | Marcatori |  |

| Arbitro: | István Vad |

|                      |           |  |
| Wind 30’ Højlund 53’ | Marcatori |  |

### Gruppo G
| Squadra   | Pt | G | V | N | P | GF | GS | DG |
| --------- | -- | - | - | - | - | -- | -- | -- |
| Rennes    | 14 | 6 | 4 | 2 | 0 | 13 | 7  | +6 |
| Vitesse   | 10 | 6 | 3 | 1 | 2 | 12 | 9  | +3 |
| Tottenham | 7  | 6 | 2 | 1 | 3 | 11 | 11 | 0  |
| NŠ Mura   | 3  | 6 | 1 | 0 | 5 | 5  | 14 | -9 |

| Arbitro: | Halis Özkahya |

|                      |           |                              |
| Tait 23’ Laborde 72’ | Marcatori | 11’ (aut.) Badé 76’ Højbjerg |

| Arbitro: | Mohammed Al-Hakim |

|  |           |                         |
|  | Marcatori | 30’ Tronstad 69’ Doekhi |

| Arbitro: | Yigal Frid |

|                                               |           |          |
| Alli 4’ (rig.) Lo Celso 8’ Kane 68’, 76’, 87’ | Marcatori | 53’ Kous |

| Arbitro: | Kevin Clancy |

|            |           |                                   |
| Wittek 30’ | Marcatori | 54’ (rig.) Guirassy 70’ Kamaldeen |

| Arbitro: | Volen Chinkov |

|            |           |                                 |
| Lotrič 20’ | Marcatori | 17’ (pen.) Guirassy 41’ Laborde |

| Arbitro: | Harm Osmers |

|            |           |  |
| Wittek 78’ | Marcatori |  |

| Arbitro: | Juri Frischer |

|          |           |  |
| Badé 76’ | Marcatori |  |

| Arbitro: | Marco Di Bello |

|                                        |           |                        |
| Son 15’ Moura 22’ Rasmussen 28’ (aut.) | Marcatori | 32’ Rasmussen 39’ Bero |

| Arbitro: | Espen Eskås |

|                      |           |                                    |
| Laborde 9’, 39’, 69’ | Marcatori | 43’ Huisman 75’ Buitink 90’ Openda |

| Arbitro: | Antonio Emanuel Carvalho Nobre |

|                         |           |          |
| Horvat 11’ Maroša 90+4’ | Marcatori | 72’ Kane |

| Londra 9 dicembre 2021, ore 21:00 CET 6ª giornata | Tottenham      | 0 – 3 (tav.) referto | Rennes | Tottenham Hotspur Stadium\| Arbitro: \| Horatiu Fesnic \| |
| Arbitro:                                          | Horatiu Fesnic |                      |        |                                                           |

| Arbitro: | Filip Glova |

|                                   |           |            |
| Buitink 4’ Openda 35’ Huisman 40’ | Marcatori | 82’ Maroša |

### Gruppo H
| Squadra | Pt | G | V | N | P | GF | GS | DG |
| ------- | -- | - | - | - | - | -- | -- | -- |
| Basilea | 14 | 6 | 4 | 2 | 0 | 14 | 6  | +8 |
| Qarabağ | 11 | 6 | 3 | 2 | 1 | 10 | 8  | +2 |
| Omonia  | 4  | 6 | 0 | 4 | 2 | 5  | 10 | -5 |
| Qairat  | 2  | 6 | 0 | 2 | 4 | 6  | 11 | -5 |

| Almaty 16 settembre 2021, ore 16:30 CEST 1ª giornata | Qairat       | 0 – 0 referto | Omonia | Stadio Centrale (7 038 spett.)\| Arbitro: \| Serhij Bojko \| |
| Arbitro:                                             | Serhij Bojko |               |        |                                                              |

| Baku 16 settembre 2021, ore 18:45 CEST 1ª giornata | Qarabağ         | 0 – 0 referto | Basilea | Stadio olimpico di Baku (17 586 spett.)\| Arbitro: \| Erik Lambrechts \| |
| Arbitro:                                           | Erik Lambrechts |               |         |                                                                          |

| Arbitro: | Stuart Attwell |

|                                    |           |                            |
| Cabral 15’ Lang 21’, 40’ Ndoye 49’ | Marcatori | 65’ Kanté 69’ (rig.) Alves |

| Arbitro: | Bobby Madden |

|             |           |                                                  |
| Lecjaks 40’ | Marcatori | 52’, 90+4’ Kady 73’ Şeydayev 79’ (rig.) Medvedev |

| Arbitro: | Jevhen Aranovs'kyj |

|                             |           |                  |
| Şeydayev 79’ Hüseynov 90+1’ | Marcatori | 19’ (rig.) Kanté |

| Arbitro: | Stéphanie Frappart |

|                                           |           |                  |
| Millar 19’ Cabral 41’ (rig.) Zhegrova 88’ | Marcatori | 27’ (rig.) Gómez |

| Arbitro: | Dumitri Muntean |

|           |           |                      |
| Kanté 68’ | Marcatori | 58’ Wadji 72’ Zoubir |

| Arbitro: | Vitali Meshkov |

|               |           |            |
| Kakoullis 17’ | Marcatori | 57’ Millar |

| Arbitro: | Goga Kikacheishvili |

|                                  |           |                                           |
| Vágner Love 23’ Hovhannisyan 56’ | Marcatori | 45’ (rig.) Cabral 69’ Zhegrova 73’ Kasami |

| Arbitro: | Morten Krogh |

|                                |           |                            |
| Psaltis 49’ (aut.) Andrade 88’ | Marcatori | 43’ (rig.) Ďuriš 90’ Gómez |

| Arbitro: | Fran Jović |

|                            |           |  |
| Cabral 33’, 74’ Kasami 62’ | Marcatori |  |

| Nicosia 9 dicembre 2021, ore 21:00 CET 6ª giornata | Omonia    | 0 – 0 referto | Qairat | Stadio Neo GSP (3 239 spett.)\| Arbitro: \| Genc Nuza \| |
| Arbitro:                                           | Genc Nuza |               |        |                                                          |